# Silabário bamum
As escritas Bamum formam uma série de seis escritas em evolução criadas para a língua bamum pelo rei Nioya de Camarões no final do século XIX. Essa escrita é notável por ter evoluído de logogramas para um semi-silabário no espaço de somente 14 anos, de 1896 a 1910. Foi consolidada para uso em impressão em 1918, mas veio a cair em desuso por volta de 1931.

## História
No início, a escrita Bamum era pictográfica (mnemônica, uma proto-escrita) com 500 a 600 glifos. Quando Njoya revisou a mesma, foram introduzidos logogramas, símbolos para palavras. Já na sua sexta versão, em 1910, era um semi-silabário com 80 glifos. Também é chamada a-ka-u-ku por causa de seus 4 primeiros glifos.
A escrita foi mais tarde. Em 1918, refinada, quando Nioya desenvolveu novos tipos em cobre para impressão da Mamum. A escrita caiu em desuso com o exílio de Njoya em 1931.
Hoje em dia, a escrita Bamum praticamente não é usada. Porém, o “Projeto de Escrita e Arquivos Bamum” vem tentando reviver a escrita para algum uso mais significativo, na capital de Noum (“estado Bamum”), Foumban.
A escrita Bamum foi adicionada ao padrão Unicode em 2009, ver são 5.2. O Bamum Histórico foi adicionada na versão 6.0 em 2010.

## Características

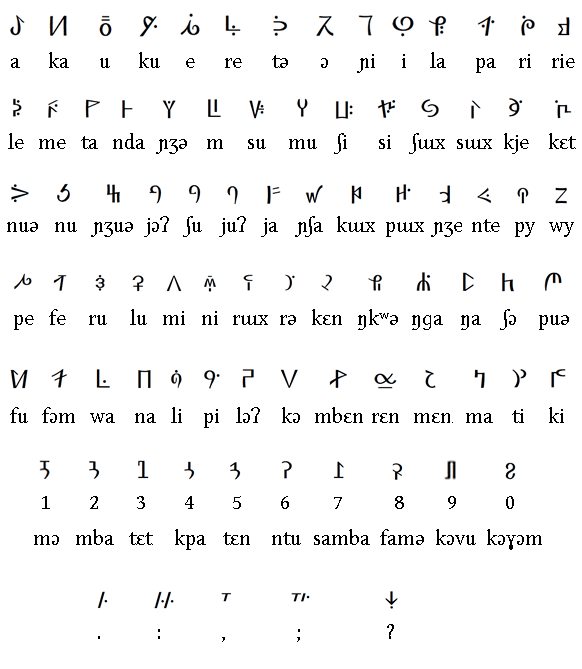
Silabário Bamum, menos diacríticos, dígrafos e /nʒɛmli/

Os 80 glifos da moderna Bamum não são suficientes para repesentar todos as sílabas CV, consoantes - vogais da língua. Essa deficiência é compensada por meio de diacríticos e por combinação de glifos com valores CV1 e V2, para CV2. Isso faz a escrita alfabética não ser diretamente coberta pelo silabário, Adicionando vogal inerente da sílaba torna sonora uma consoante: tu + u = /du/, fu + u = /vu/, ju + u = /ʒu/, ja + a = /ʒa/, ʃi + i = /ʒi/, puə + u = /bu/.
Os dois diacríticos no caso são o acento circunflexo (ko'ndon) que pode ser adicionado a qualquer dos 80 glifos e o macron (tukwentis) que se restringe a uns 12 glifos. O circunflexo geralmente tem o efeito de adicionar uma oclusiva glotal à sílaba, exemplo kâ é lida /kaʔ/, ou a vogal é tornada curta em cada consoante final, sendo eliminada no processo, como em pûə /puʔ/, kɛ̂t /kɛʔ/. Prenasalização é também eliminada: ɲʃâ /ʃaʔ/, ntê /teʔ/, ntûu /tuʔ/. Porém, por vezes, um circunflexo nasaliza uma vogal: nî /nɛn/, pî /pin/, rê /rɛn/, jûʔ /jun/, mɔ̂ /mɔn/, ɲʒûə /jun/ (loss of NC as with glottal stop). Outras mudanças são idiossincráticas: ɲʒə̂m /jəm/, tə̂ /tɔʔ/ (mudança de vogal), ɲî /ɲe/, riê /z/, m̂ /n/, ʃɯ̂x /jɯx/, nûə /ŋuə/, kɯ̂x /ɣɯ/, rə̂ /rɔ/, ŋkwə̂n /ŋuət/, fɔ̂m /mvɔp/, mbɛ̂n /pɛn/, tî /tɯ/, kpâ /ŋma/, vŷ /fy/, ɣɔ̂m /ŋɡɔm/.
O macron é um 'eliminador' que deleta a vogal da sílaba para formar grupos consonantais com N + consoante (/nd, ŋɡ/) que pode ser usado em sílabas finais. A forma consonantal /n/ é usada tanto como letra final de palavra como para pré-nasalizar uma consoante inicial. As duas irregularidades com o  macron sãoe ɲʒūə, lida como /j/ e ɔ̄, lida como /ə/.
A escrita tem sua própria pontuação que inclui marca para tornar letra em maiúscula, semelhante a um ponto de interrogação invertido (nʒɛmli), para usar em nomes próprios. Há também um sistema decimal com seus dez dígitos, sendo que o antigo glifo para dez foi modernizado para zero.